# Viktor Blom
Viktor „Isildur1“ Blom (* 26. September 1990 in Rånäs, Norrtälje) ist ein professioneller schwedischer Pokerspieler. Er wurde für seinen ungewöhnlich hohen Return on Investment und seine High-Stakes-Spiele auf Full Tilt Poker bekannt.

## Pokerkarriere

### Online
Am 16. September 2009 spielte Blom erstmals auf der Onlinepoker-Plattform Full Tilt Poker unter seinem Benutzernamen Isildur1. Er forderte bekannte professionelle Spieler wie Phil Ivey, Tom Dwan oder Patrik Antonius in den höchstmöglichen Einsätzen heraus. Bis zum 15. November 2009 erspielte sich Blom so einen Gewinn von ca. 5 Millionen US-Dollar. Seine sehr aggressive Art Poker zu spielen und sein schlechtes Bankroll-Management führten allerdings dazu, dass er das gewonnene Geld schnell wieder verspielte und bis Oktober 2010 sogar sein Konto leerspielte. In den ersten beiden Wochen des Jahres 2013 gewann Blom erneut über 3,5 Millionen US-Dollar bei High-Stakes-Spielen auf Full Tilt Poker. Zeitweise betrug sein Gewinn sogar über 5,1 Millionen US-Dollar.
Blom war in die zwölf größten jemals im Onlinepoker gespielten Pots involviert. Den größten verlor er am 21. November 2009 gegen Antonius im Wert von 1.356.947 US-Dollar. Von Januar 2011 bis August 2012 wurde Blom von PokerStars als Team Pro gesponsert. Ab Oktober 2012 war er Repräsentant der wiedereröffneten Plattform Full Tilt Poker.

### Live
Blom belegte Ende September 2010 beim Main Event der World Series of Poker Europe in London den 16. Platz und erhielt ein Preisgeld von über 30.000 britischen Pfund. Seine Identität, über die lange Zeit gerätselt worden war, enthüllte er erst im Januar 2011 beim PokerStars Caribbean Adventure (PCA) auf den Bahamas.
Im Januar 2012 gewann Blom das PCA Super High Roller. Sein erster Sieg bei einem Live-Turnier brachte ihm eine Siegprämie von mehr als 1,25 Millionen US-Dollar ein. Im Juni 2012 war Blom erstmals bei der World Series of Poker im Rio All-Suite Hotel and Casino am Las Vegas Strip erfolgreich und erreichte bei einem Event der Variante No Limit Hold’em sowie bei der Poker Player’s Championship die Geldränge. Anfang Mai 2014 wurde er bei einem High Roller der European Poker Tour in Monte-Carlo Zweiter und sicherte sich knapp 130.000 Euro Preisgeld. Mitte Februar 2018 gewann Blom das Main Event der partypoker Millions Germany im King’s Resort in Rozvadov mit einer Siegprämie von 850.000 Euro. Seitdem blieben größere Turniererfolge aus.
Insgesamt hat sich Blom mit Poker bei Live-Turnieren mehr als 5 Millionen US-Dollar erspielt.